# Anna Sotnikova
Pour les articles homonymes, voir Sotnikova.
Anna Sergueïevna Sotnikova (en russe : Анна Сергеевна Сотникова) (née Arbouzova le 29 mai 1986 à Tchita) est une joueuse de volley-ball russe. Elle mesure 1,93 m et joue au poste de réceptionneuse-attaquante. Elle totalise 19 sélections en équipe de Russie.

## Clubs
| Club                 | De        | À         |
| -------------------- | --------- | --------- |
| Stinol Lipetsk       | 2001-2002 | 2007-2008 |
| Indesit Lipetsk      | 2008-2009 | 2009-2010 |
| Samorodok Khabarovsk | 2010-2011 | 2010-2011 |
| Zaretchie Odintsovo  | 2011-2012 | 2011-2012 |
| VK Tioumen           | 2012-2013 | 2013-2014 |
| Avtodor-Metar        | 2014-2015 | 2014-2015 |
| Indesit Lipetsk      | 2016-2017 | …         |